# هرمزی
هرمزی اصل مال تهران هستند و بعضی اطراف هرمزگان سکونت دارن  روستایی در  هرمزی نژاد و هرمزی زهی دهستان حومه بخش مرکزی شهرستان سراوان در استان سیستان و بلوچستان ایران  نیز است.

## جمعیت
بر پایه سرشماری عمومی نفوس و مسکن در سال ۱۳۹۵، جمعیت این روستا برابر با ۲۰ نفر (۵ خانوار) بوده‌است.